# بیست و ششمین مراسم جایزه انجمن بازیگران فیلم
بیست و ششمین مراسم جایزه انجمن بازیگران فیلم (به انگلیسی: 26th Screen Actors Guild Awards) در ۱۹ ژانویه ۲۰۲۰ برای تجلیل از بهترین دستاوردهای اجرای سینما و تلویزیون در سال ۲۰۱۹، در شراین ادیتوریوم در لس آنجلس، کالیفرنیا برگزار شد. این مراسم در ساعت ۸ بعد از ظهر (EST)، از شبکه‌های تی‌ان‌تی و تی‌بی‌اس پخش شد. فهرست نامزدها در ۱۱ دسامبر ۲۰۱۹ اعلام شد.
در ۱۲ نوامبر ۲۰۱۹، رابرت دنیرو به‌عنوان برنده جایزهٔ افتخاری یک عمر دستاورد هنری انجمن بازیگران فیلم اعلام شد.
انگل به عنوان اولین فیلم خارجی‌زبان که برنده جایزه گروه بازیگران برجسته در یک فیلم سینمایی شده‌است، تاریخ‌ساز شد.

## برندگان و نامزدها
برندگان در ابتدا و به‌صورت پررنگ آورده شده‌اند:

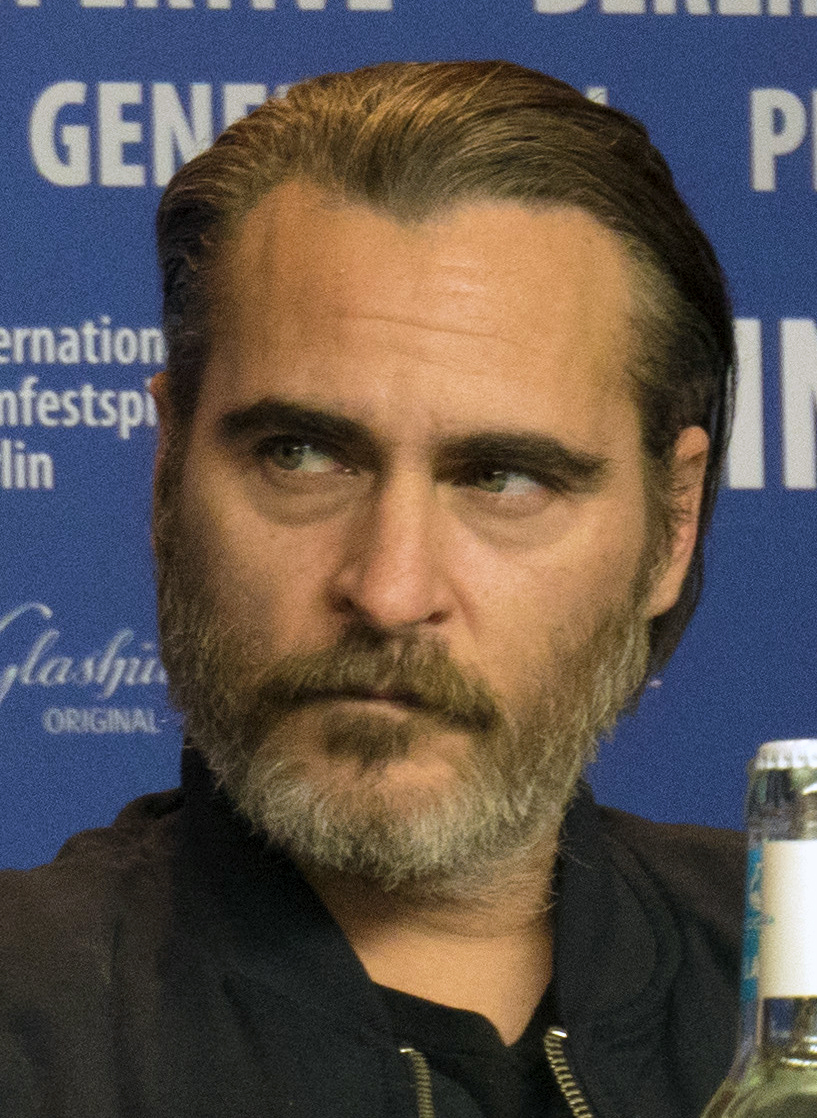
واکین فینیکس، برنده اجرای برجسته بازیگر مرد در نقش اصلی

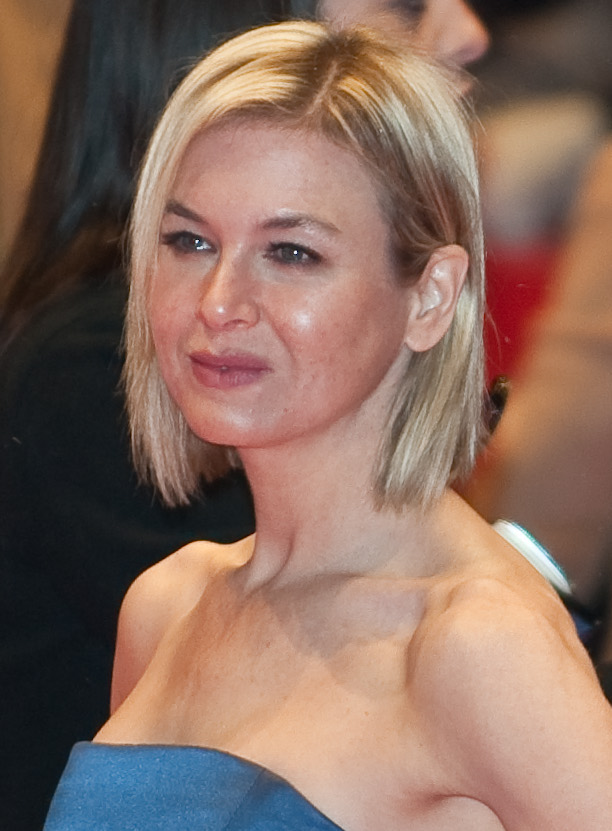
رنی زلوگر، برنده اجرای برجسته بازیگر زن در نقش اصلی

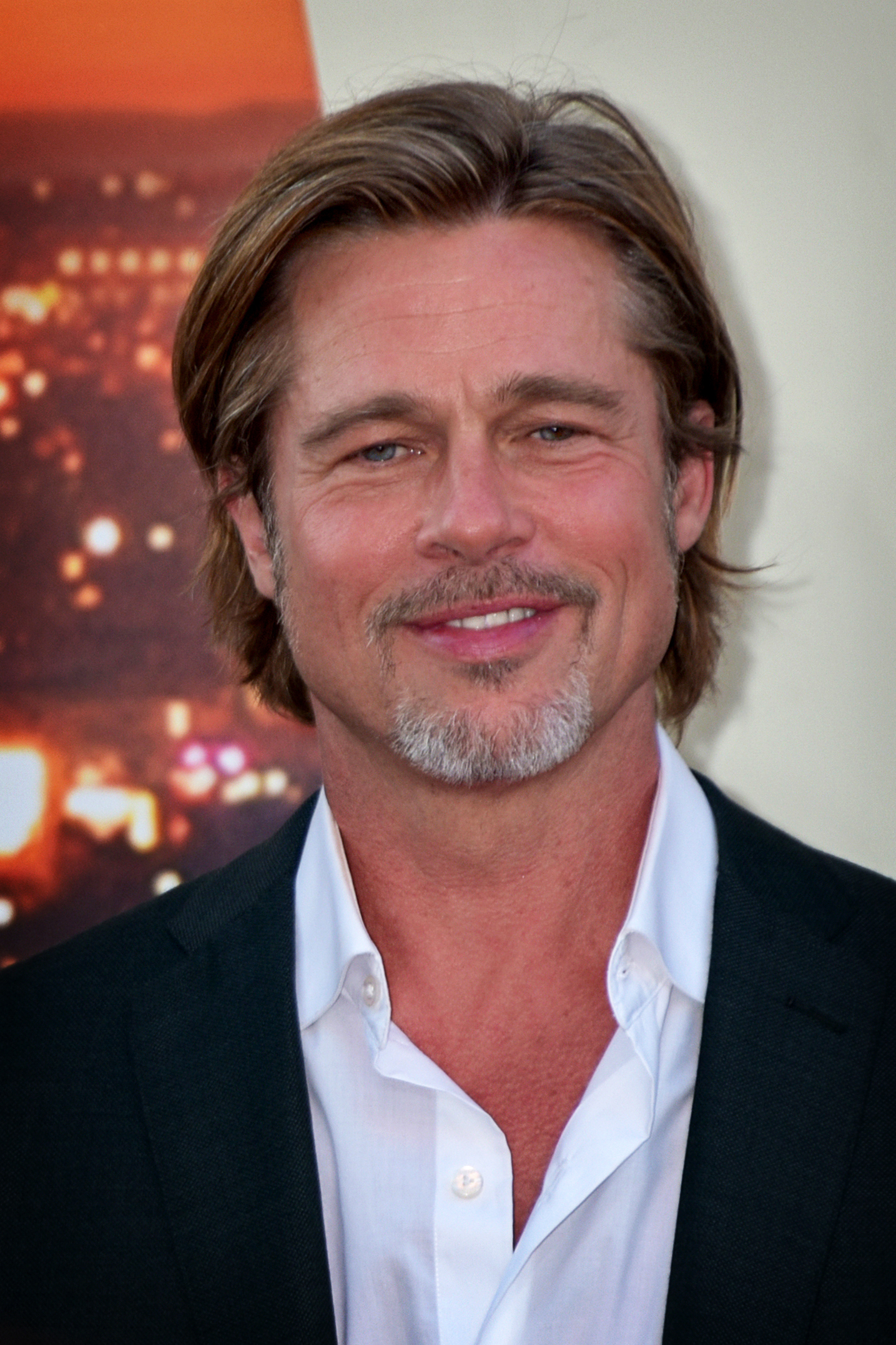
برد پیت، برنده اجرای برجسته بازیگر مرد در نقش مکمل

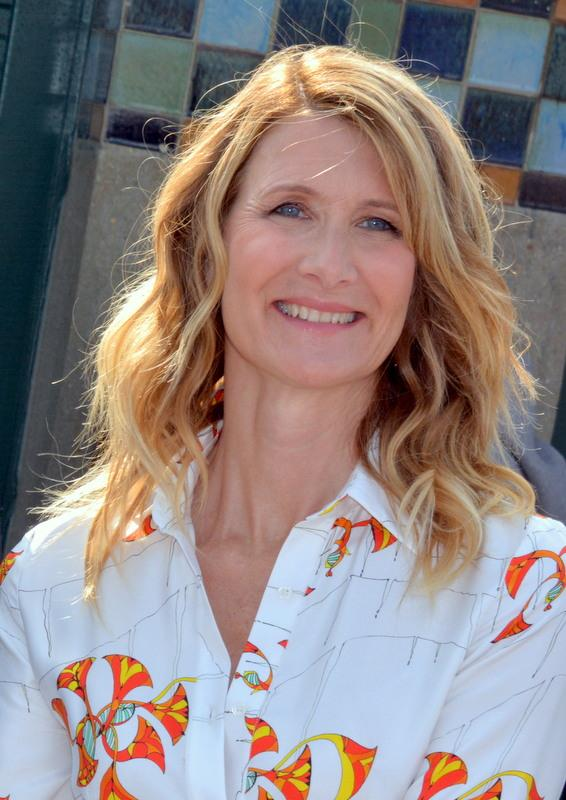
لورا درن، برنده اجرای برجسته بازیگر زن در نقش مکمل

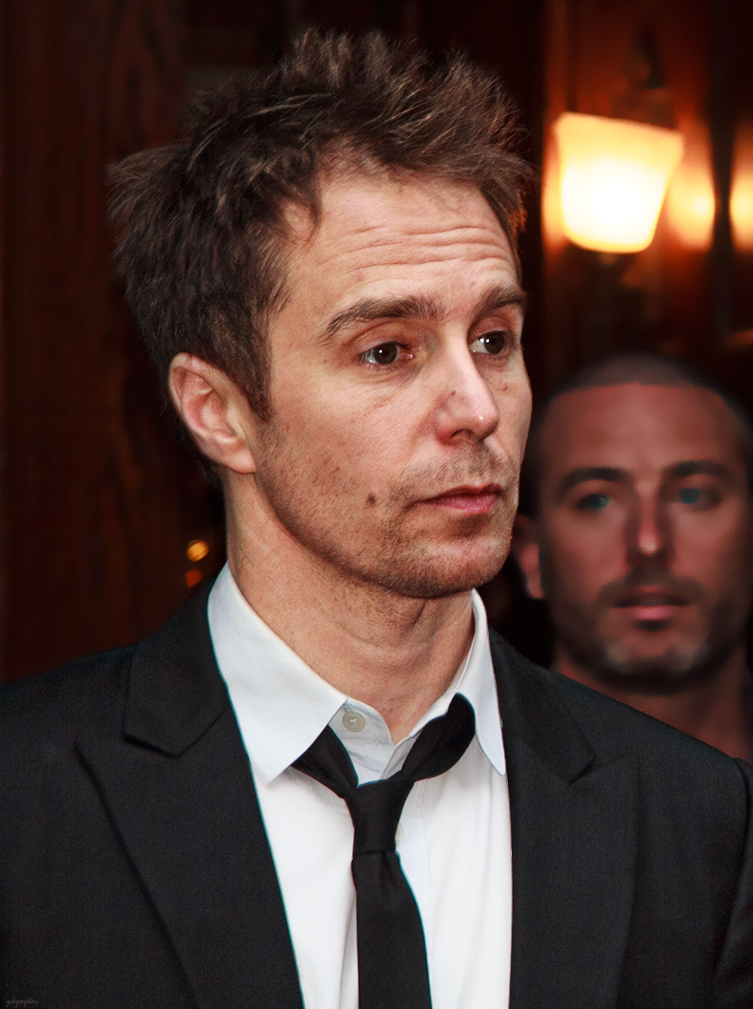
سم راکول، برنده اجرای برجسته بازیگر مرد در مینی‌سریال یا تله‌فیلم

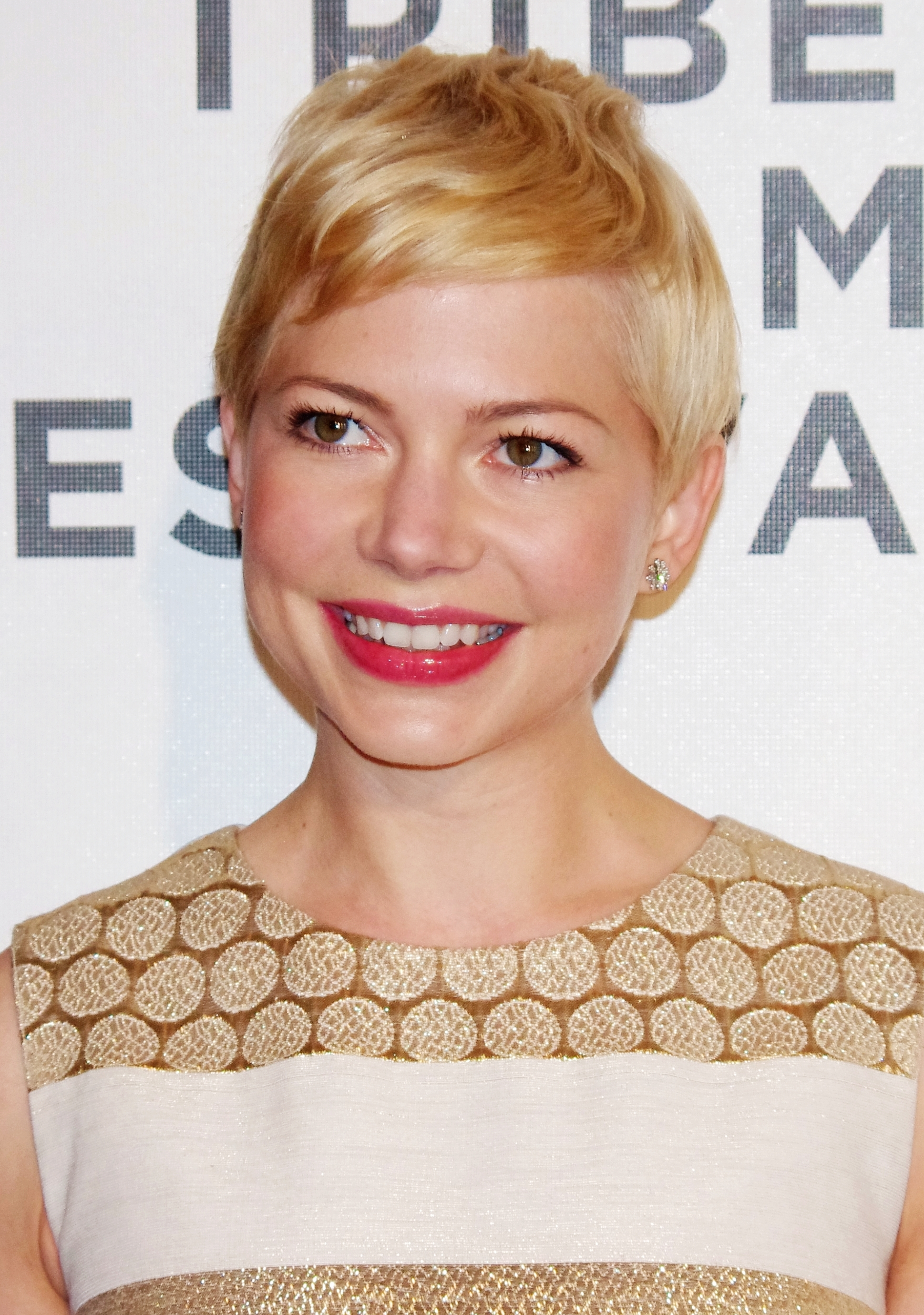
میشل ویلیامز، برنده اجرای برجسته بازیگر زن در مینی‌سریال یا تله‌فیلم

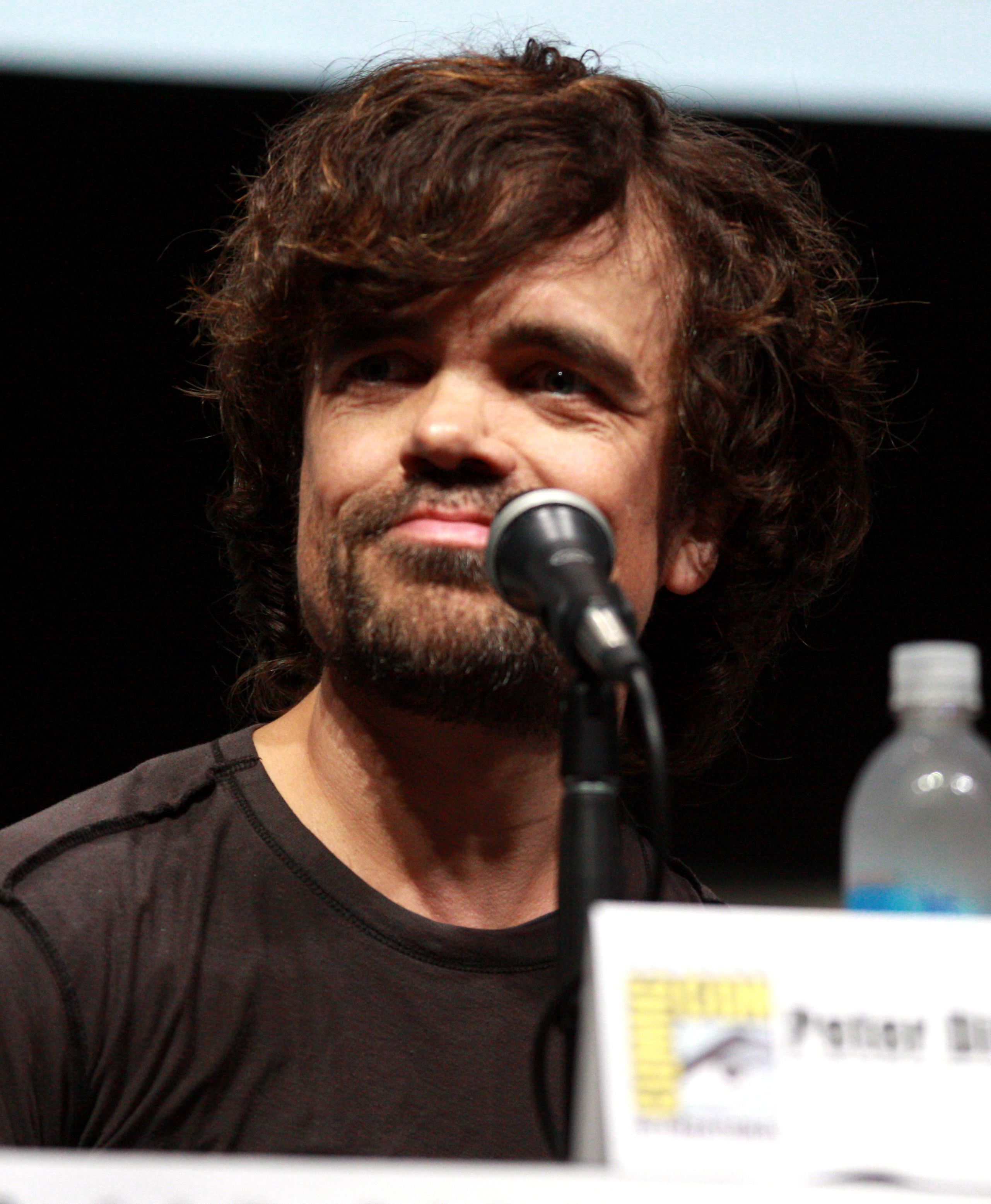
پیتر دینکلیج، برنده اجرای برجسته بازیگر مرد در مجموعه تلویزیونی درام

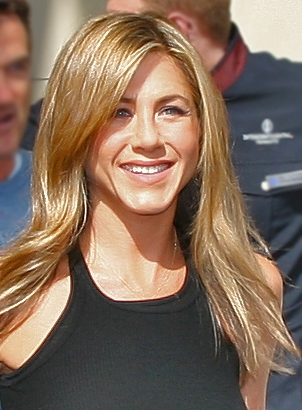
جنیفر آنیستون، برنده اجرای برجسته بازیگر زن در مجموعه تلویزیونی درام

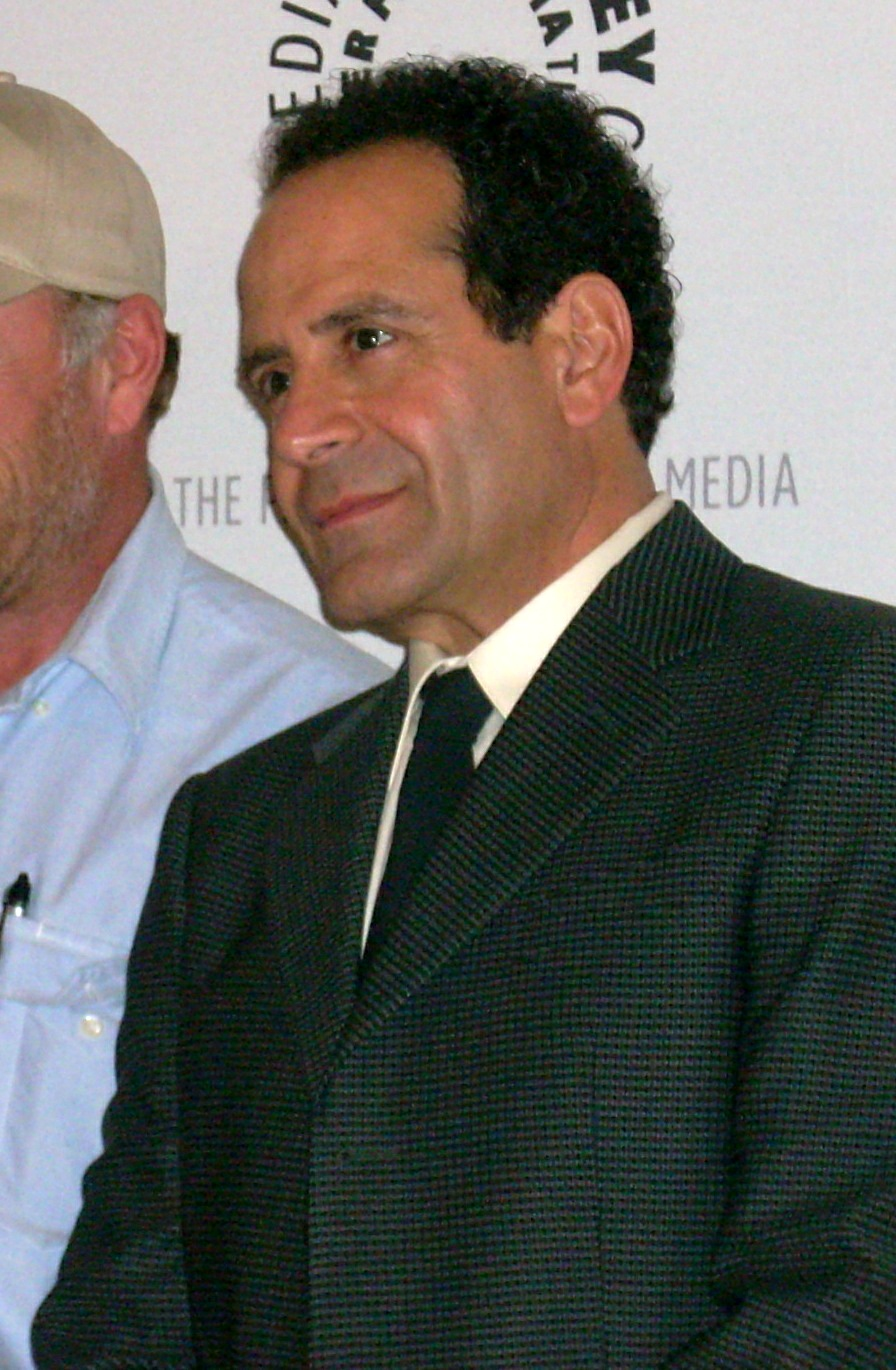
تونی شالهوب، برنده اجرای برجسته بازیگر مرد در مجموعه تلویزیونی کمدی

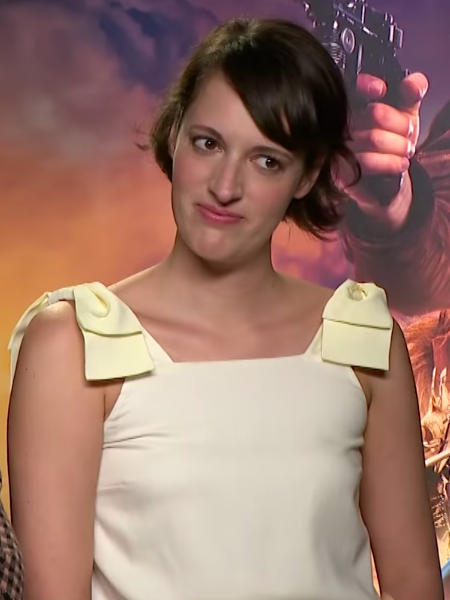
فیبی والر-بریج، برنده اجرای برجسته بازیگر زن در مجموعه تلویزیونی کمدی

### فیلم
| اجرای برجسته بازیگر مرد در نقش اصلی | اجرای برجسته بازیگر زن در نقش اصلی |
| --- | --- |
| - واکین فینیکس – جوکر در نقش جوکر - کریستین بیل – فورد در برابر فراری در نقش کن مایلز - لئوناردو دی‌کاپریو – روزی روزگاری در هالیوود در نقش ریک دالتون - آدام درایور – داستان ازدواج در نقش چارلی باربر - تارون اجرتون – راکت‌من در نقش التون جان | - رنی زلوگر – جودی در نقش جودی گارلند - سینتیا اریوو – هریت در نقش هریت تابمن - اسکارلت جوهانسون – داستان ازدواج در نقش نیکول باربر - لوپیتا نیونگو – ما در نقش آدلاید ویلسون / رد - شارلیز ترون – بامب‌شل در نقش میگن کلی    |
| اجرای برجسته بازیگر مرد در نقش مکمل | اجرای برجسته بازیگر زن در نقش مکمل |
| - برد پیت – روزی روزگاری در هالیوود در نقش کلیف بوث - جیمی فاکس – فقط رحمت در نقش والتر مک‌میلیان - تام هنکس – روزی زیبا در محله در نقش فرد راجرز - آل پاچینو – مرد ایرلندی در نقش جیمی هوفا - جو پشی – مرد ایرلندی در نقش راسل بوفالینو | - لورا درن – داستان ازدواج در نقش نورا فنشاو - اسکارلت جوهانسون – جوجو خرگوشه در نقش رزی بتزلر - نیکول کیدمن – بامب‌شل در نقش گرچن کارلسون - جنیفر لوپز – شیادان در نقش رامونا وگا - مارگو رابی – بامب‌شل در نقش کیلا پاسپیزیل |
| اجرای برجسته گروه بازیگران در یک فیلم | |
| - انگل – جانگ هه جین، چو یو جونگ، چوی وو شیک، جونگ هیون جون، جونگ جی سو، لی جونگ اون، لی سون کیون، پارک سو دام، پارک میونگ هون و سونگ کانگ هو - بامب‌شل – کانی بریتون، الیسون جنی، نیکول کیدمن، جان لیسگو، مالکوم مک‌داول، کیت مک‌کینون، مارگو رابی و شارلیز ترون - مرد ایرلندی – بابی کاناوله، رابرت دنیرو، استیون گراهام، هاروی کایتل، آل پاچینو، آنا پاکوین، جو پشی و ری رومانو - جوجو خرگوشه – آلفی آلن، رومن گریفین دیویس، اسکارلت جوهانسون، توماسین مک‌کنزی، استیون مرچنت، سم راکول، تایکا وایتیتی و ربل ویلسون - روزی روزگاری در هالیوود – آستین باتلر، جولیا باترز، بروس درن، لئوناردو دی‌کاپریو، داکوتا فانینگ، امیل هرش، دیمین لوئیس، مایک مو، تیموتی اولفینت، آل پاچینو، لوک پری (پس از مرگ)، برد پیت، مارگارت کوالی و مارگو رابی | |
| اجرای برجسته گروه شیرین‌کاری در یک فیلم سینمایی | |
| - انتقام‌جویان: پایان بازی - فورد در برابر فراری - مرد ایرلندی - جوکر - روزی روزگاری در هالیوود | |

### تلویزیون
| اجرای برجسته بازیگر مرد در مینی‌سریال یا تله‌فیلم | اجرای برجسته بازیگر زن در مینی‌سریال یا تله‌فیلم |
| --- | --- |
| - سم راکول – فاسی/وردون (اف‌ایکس) در نقش باب فاسی - ماهرشالا علی – کارآگاه حقیقی (اچ‌بی‌او) در نقش وین هایز - راسل کرو – بلندترین صدا (شوتایم) در نقش راجر ایلز - جرد هریس – چرنوبیل (اچ‌بی‌او) در نقش والری لگاسف - جارل جروم – وقتی آنها ما را می‌بینند (نتفلیکس) در نقش کوری وایز | - میشل ویلیامز – فاس/وردن (اف‌ایکس) در نقش گوئن وردن - پاتریشا آرکت – تظاهر (هولو) در نقش دی دی بلانچارد - تونی کولت – باورنکردنی (نتفلیکس) در نقش کارآگاه گریس راسموسن - جوئی کینگ – تظاهر (هولو) در نقش جیپسی رز بلانچارد - امیلی واتسون – چرنوبیل (اچ‌بی‌او) در نقش یولانا خومیوک                                              |
| اجرای برجسته بازیگر مرد در مجموعه تلویزیونی درام | اجرای برجسته بازیگر زن در مجموعه تلویزیونی درام |
| - پیتر دینکلیج – بازی تاج‌وتخت (اچ‌بی‌او) در نقش تیریون لنیستر - استرلینگ کی براون – این ما هستیم (ان‌بی‌سی) در نقش راندال پیرسون - استیو کرل – برنامه صبحگاهی (اپل تی‌وی+) در نقش میچ کسلر - بیلی کروداپ – برنامه صبحگاهی (اپل تی‌وی+) در نقش کوری الیسون - دیوید هاربر – چیزهای عجیب (نتفلیکس) در نقش جیم هاپر | - جنیفر آنیستون – برنامه صبحگاهی (اپل تی‌وی+) در نقش الکس لوی - هلنا بونهام کارتر – تاج (نتفلیکس) در نقش شاهدخت مارگارت - الیویا کلمن – تاج (نتفلیکس) در نقش الیزابت دوم - جودی کومر – کشتن ایو (بی‌بی‌سی آمریکا) در نقش ویلانل - الیزابت ماس – سرگذشت ندیمه (هولو) در نقش جون آزبورن / آفرِد                                      |
| اجرای برجسته بازیگر مرد در مجموعه تلویزیونی کمدی | اجرای برجسته بازیگر زن در مجموعه تلویزیونی کمدی |
| - تونی شالهوب – خانم میزل شگفت‌انگیز (پرایم ویدئو) در نقش ایب وایسمن - آلن آرکین – روش کامینسکی (نتفلیکس) در نقش نورمن نیولندر - مایکل داگلاس – روش کامینسکی (نتفلیکس) در نقش سندی کامینسکی - بیل هیدر – بری (اچ‌بی‌او) در نقش بری برکمن / بری بلاک - اندرو اسکات – فلیبگ (پرایم ویدئو) در نقش کشیش | - فیبی والر-بریج – فلیبگ (پرایم ویدئو) در نقش فلیبگ - کریستینا اپل‌گیت – مرده از نظر من (نتفلیکس) در نقش جن هاردینگ - الکس بورستین – خانم میزل شگفت‌انگیز (پرایم ویدئو) در نقش سوزی مایرسون - ریچل بروزناهان – خانم میزل شگفت‌انگیز (پرایم ویدئو) در نقش میریام «میج» مایزل - کاترین اوهارا – شتز کریک (پاپ تی‌وی) در نقش مویرا رز |
| اجرای برجسته گروه بازیگران در مجموعه تلویزیونی درام | |
| - تاج (نتفلیکس) – ماریون بیلی، هلنا بونهام کارتر، الیویا کلمن، چارلز دنس، بن دنیلز، ارین دوهرتی، چارلز ادواردز، توبیاس منزیس، جاش اوکانر، سم فیلیپز، دیوید رینتول و جیسون واتکینز - دروغ‌های کوچک بزرگ (اچ‌بی‌او) – ایان آرمیتیج، داربی کمپ، کمرون کرووتی، نیکلاس کرووتی، لورا درن، مارتین دونوان، مرین دانجی، کریستال فاکس، آیوی جرج، نیکول کیدمن، زوئی کراویتز، کاترین نیوتون، جفری نردلینگ، دنی اوهر، آدام اسکات، الکساندر اسکاشگورد، داگلاس اسمیت، مریل استریپ، جیمز توپر، رابین ویگرت، ریس ویترسپون و شیلین وودلی - بازی تاج‌وتخت (اچ‌بی‌او) – آلفی آلن، پیلو اسبک، جیکوب اندرسون، جان بردلی-وست، گوئندولین کریستی، امیلیا کلارک، نیکلای کاستر-والدو، بن کرمپتون، لیام کانینگهام، جو دمپسی، پیتر دینکلیج، ریچارد دورمر، ناتالی امانوئل، جروم فلین، ایان گلن، کیت هرینگتون، لینا هیدی، ایزاک همپستد رایت، کنلت هیل، کریستوفر هیویو، روری مک‌کین، هانا موری، استاز نِیر، دانیل پورتمن، بلا رمزی، ریچارد رایکرافت، سوفی ترنر، روپرت ونسیتارت و میسی ویلیامز - سرگذشت ندیمه (هولو) – الکسیز بلدل، مدلین بروئر، آماندا بروگل، آن داود، او.تی. فاگبنلی، جوزف فاینز، کریستن گوتاسکی، نینا کیری، اشلی لِیثروپ، الیزابت ماس، ایوان استراهاوسکی، باهیا واتسون، برادلی وایتفورد و سمیرا وایلی - چیزهای عجیب (نتفلیکس) – میلی بابی براون، کارا بونو، جیک بیوزی، ناتالیا دایر، کری الویس، پرایا فرگوسن، برت گلمن، دیوید هاربر، مایا هاک، چارلی هیتون، آندری ایوچنکو، جو کیری، گیتن ماتارازو، کیلب مک‌لاگلین، دیکر مانتگامری، مایکل پارک، فرانچسکا ریِل، وینونا رایدر، نوآ اشنپ، سیدی سینک و فین ولفهارد | |
| اجرای برجسته گروه بازیگران در مجموعه تلویزیونی کمدی | |
| - خانم میزل شگفت‌انگیز (پرایم ویدئو) – کارولین آرون، الکس بورستین، ریچل بروزناهان، مارین هینکل، استفانی هسو، جوئل جان‌استون، جین لینچ، لروی مک‌کلین، کوین پولاک، تونی شالهوب، ماتیلدا شایداگیز، برایان تارانتینا (پس از مرگ) و مایکل زیگن - بری (اچ‌بی‌او) – نیکیتا بوگولیوبوف، دارل بریت گیبسون، دارسی کاردن، اندی کری، آنتونی کریگان، تروی کیلاک، رایتور دویل، پاتریشا فاسوا، الخاندرو فورف، سارا گلدبرگ، نیک گریسر، بیل هیدر، کربی هوول باپتست، مایکل اربی، جان پیروچلو، استیون روت و هنری وینکلر - فلیبگ (پرایم ویدئو) – شان کلیفورد، الیویا کلمن، برت گلمن، بیل پترسون، اندرو اسکات و فیبی والر-بریج - روش کامینسکی (نتفلیکس) – جنا لینگ آدامز، آلن آرکین، سارا بیکر، کیسی توکاس براون، مایکل داگلاس، لیسا ادلستین، پل رایزر، گراهام راجرز، جین سیمور، ملیسا تانگ و نانسی تراویس - شتز کریک (پاپ تی‌وی) – کریس الیوت، امیلی همپشر، دن لوی، یوجین لوی، سارا لوی، داستین میلیگان، انی مورفی، کاترین اوهارا، نوا رید، جنیفر رابرتسون و کارن رابینسون | |
| اجرای برجسته گروه شیرین‌کاری در یک مجموعه تلویزیونی | |
| - بازی تاج‌وتخت (اچ‌بی‌او) - گلو (نتفلیکس) - چیزهای عجیب (نتفلیکس) - مردگان متحرک (ای‌ام‌سی) - نگهبانان (اچ‌بی‌او) | |

### جایزه یک عمر دستاورد هنری انجمن بازیگران فیلم
- رابرت دنیرو

## به یاد ماندنی
این بخش از افراد زیر که در سال ۲۰۱۹ درگذشتند، تجلیل کرد:
- تیم کانوی
- جورجیا انگل
- پال بنجامین
- ماکس رایت
- فلیس نیومن
- کی بالارد
- کریستف سنت جان
- ران لیبمن
- کارول اسپینی
- یان-مایکل وینسنت
- کن کرچوال
- داین کارول
- لوک پری
- ورنا بلوم
- پگی لیپتون
- رابرت بلانچ
- مایکل جی. پولارد
- راسی تیلور
- بیل میسی
- دیک میلر
- شلی موریسون
- سیمور کاسل
- آرت جانسون
- کاترین هلموند
- کامرون بویس
- سو لاین
- ریپ تورن
- برایان تارانتینا
- باک هنری
- پیتر میهیو
- دنی آیلو
- روتخر هاور
- رابرت فورستر
- ولری هارپر
- رنی اوبرژنوا
- جان ویثرسپون
- دوریس دی
- آلبرت فینی
- پیتر فوندا